# Attaché temporaire d'enseignement et de recherche
Pour les articles homonymes, voir ATER.
En France, un attaché temporaire d'enseignement et de recherche (en abrégé ATER) est un enseignant-chercheur employé en contrat à durée déterminée de droit public. Cette catégorie d'agents non titulaires de l'État a été créée en 1988.  
On peut distinguer quatre types d'attachés temporaires : 
1. les attachés recrutés pour un an terminant une thèse de doctorat après trois années comme chercheurs-doctorants (~ 63,5 %)[1],
2. les attachés recrutés pour un an parmi les docteurs (~ 20 %)[2],
3. les attachés recrutés pour trois ans parmi les fonctionnaires de catégorie A, en très grande majorité enseignants du second degré, pour préparer une thèse de doctorat (15 %), et
4. les attachés recrutés pour trois ans parmi les enseignants ou chercheurs venant de l'étranger (1,5 %).

Les postes d'attaché temporaire d'enseignement et de recherche correspondent soit à des vacances de postes de maîtres de conférences ou de professeurs des universités payés sur le budget de l'État, soit à des postes récurrents créés par les établissements sur leur budget propre pour compenser un manque de postes titulaires. 
On compte, en juin 2010, 6 243 attachés temporaires d'enseignement et de recherche, équivalant à 17,5 % du nombre de maîtres de conférences et personnels assimilés et représentant 7 % de l'effectif total des 96 313 enseignants hors vacataires des établissements du ministère de l'enseignement supérieur (données 2008-2009). 52 % des attachés temporaires sont employés à mi-temps.
La répartition des 6 243 attachés temporaires d'enseignement et de recherche (hors 40 attachés affectés dans les grands établissements) au sein des disciplines universitaires est la suivante (2009-2010) :
Sciences et techniques : 2 345 (37,5 %) Lettres et sciences humaines : 2 137 (34 %) ; Droit économie et gestion : 1 609 (26 %) ; Pharmacie : 112 (2 %).
Les attachés représentent un budget d'un peu plus de 140 millions d'euros. Leur rémunération annuelle nette (salaire et prime) est, pour les attachés à temps plein, d’environ 21 600 € (2023) suivant le lieu et, pour les attachés à mi-temps, d’environ 15 500 € (2023).

## Histoire
Les  attachés temporaires d'enseignement et de recherche ont été créés en 1988 sous le ministère de Jacques Valade, ils ont remplacé, avec les moniteurs de l'enseignement supérieur et les allocataires d'enseignement et de recherche, les allocataires d'enseignement supérieur. Les allocataires d'enseignement supérieur avaient eux-mêmes remplacé les assistants de l'enseignement supérieur lors de la mise en extinction de ce corps.

## Description

### Conditions d'emploi
Pour les doctorants en dernière année (58 % des attachés), les docteurs (26 %) et les titulaires d'une habilitation à diriger des recherches (aucun dans les faits), un contrat d'attaché temporaire d'enseignement et de recherche a une durée d'un an maximum et n'est renouvelable qu'une seule fois pour une année. Pour les fonctionnaires titulaires ou stagiaires de catégorie A (15 % des attachés) et les enseignants et chercheurs étrangers (1 %), le contrat a une durée de 3 ans maximum renouvelable pour une année. Le contrat est signé entre le futur attaché temporaire d'enseignement et de recherche et un établissement d'enseignement supérieur. L'attaché temporaire d'enseignement et de recherche peut avoir d'autres activités salariées à condition qu'elles cadrent avec le Décret no 2017-105 du 27 janvier 2017 relatif à l'exercice d'activités privées par des agents publics et certains agents contractuels de droit privé ayant cessé leurs fonctions, aux cumuls d'activités et à la commission de déontologie de la fonction publique.

### Activités
Comme leur nom l'indique, les attachés temporaires d'enseignement et de recherche sont rémunérés pour effectuer des travaux de recherche ainsi que des enseignements. Le service horaire d'enseignement était jusqu'en 2009 identique à celui des maîtres de conférences et des professeurs des universités : l'équivalent de 128 heures de cours, 192 heures de travaux dirigés ou 288 heures de travaux pratiques durant l'année. Le décret no 2009-460 du 23 avril 2009 a instauré l'équivalence des heures de TD et de TP pour les enseignants-chercheurs titulaires, mais pas pour les attachés temporaires, ni pour les chargés d'enseignements vacataires. 
Plus de la moitié des attachés temporaires d'enseignement et de recherche exercent leur activité à mi-temps, c.à.d. avec une charge d'enseignement moitié moindre (96 heures, équivalent travaux dirigés), et sont rémunérés au 2/3 d'un poste complet. Théoriquement, ce mi-temps doit être choisi par l'attaché (« Les attachés temporaires d'enseignement et de recherche peuvent demander à exercer leurs fonctions à temps partiel. ») ; en pratique il s'agit dans la plupart des cas d'un choix de l'établissement qui publie directement des annonces de postes à mi-temps, ce qui n'est normalement pas prévu par le décret statutaire concernant les attachés temporaire d'enseignement et de recherche (« Les attachés temporaires d'enseignement et de recherche assurent annuellement 128 heures de cours ou 192 heures de travaux dirigés ou 288 heures de travaux pratiques ou toute combinaison équivalente. »).

### Rémunération
La rémunération des attachés temporaires d'enseignement et de recherche  est indépendante de leur diplôme (docteur ou non), de leur expérience professionnelle et de leur ancienneté. 
Pour les attachés à mi-temps (52 % d'entre eux), la rémunération mensuelle nette est de 1 174,89 € (1er juillet 2010), à laquelle peut s'ajouter, selon le lieu d'exercice, une indemnité de résidence de 1 ou 3 % (soit un total de 1 186,64 € ou 1 210,14 €). Cette rémunération est complétée par la « prime d'enseignement et de recherche » annuelle de 507,87 € net (2010-2011) versée en deux fois.

Pour les attachés à plein-temps (48 % d'entre eux), la rémunération mensuelle nette est de 1 666,00 € (1er juillet 2010), à laquelle peut s'ajouter, selon le lieu d'exercice, une indemnité de résidence de 1 ou 3 % (soit un total de 1 682,66 € ou 1 715,97 €). Cette rémunération est complétée par la « prime d'enseignement et de recherche » annuelle de 1 015,74 € net, versée en deux fois.

Un attaché à mi-temps touche ainsi ~70 % de la rémunération d'un attaché à temps plein.
Pour comparaison, le salaire minimum net mensuel d'un doctorant contractuel avec mission complémentaire d'enseignement (64 heures annuelles de travaux dirigés ou pratiques) est de 1 644,46 € (août 2015), et le salaire net mensuel typique actuel (juillet 2010) de recrutement d'un maître de conférences (recruté avec prise en compte d'ancienneté de 3 ans comme doctorant et de 1 an post-doctorat, soit 3e échelon) est de 2 183,95 € (hors prime de recherche et d'enseignement et indemnité de résidence éventuelle). La rémunération d'un attaché à mi-temps est donc de 21,5 à 24,5 % inférieure à celle minimale d'un doctorant contractuel avec mission complémentaire et celle d'un attaché à plein temps de 5,5 à 8,5 % supérieure. Par rapport à un jeune maître de conférences, la rémunération nette d'un attaché à plein temps est 30 % inférieure, pour un service horaire d'enseignement identique (et supérieur dans le cas des travaux pratiques).

#### Détails de la rémunération
Pour un attaché temporaire d'enseignement et de recherche à mi-temps (représentant en % des attachés), le salaire annuel est de 17 280,25 euros bruts (1er juillet 2010) soit 1 440,02 € brut mensuel et 1 174,88 € net (81,588 5 %) plus une prime annuelle de 622,49 euros bruts. Dans les faits, les établissements proposent de leur propre initiative des postes à mi-temps sans laisser le choix aux candidats. La rémunération des attachés exerçant leurs fonctions à temps partiel est calculée au prorata du temps de service effectué sur la base de l'indice brut 513 (indice majoré 441 au 1er juillet 2010) sans que le montant de cette rémunération ne puisse être inférieur à la rémunération correspondant à l'indice brut 327 (indice majoré 311 au 1er juillet 2010).
Pour un attaché temporaire d'enseignement et de recherche à temps plein (représentant en 2004-2005 seulement un quart des attachés), la rémunération de base correspond à l'indice brut 513  (indice majoré 441 au 1er juillet 2008), elle est composée d'un salaire brut annuel de 24 503,5 euros (1er juillet 2010) correspondant à un salaire mensuel brut de 2 041,95 € et net de ~1 665,98 €, plus la prime de recherche et d’enseignement supérieur annuelle de 1 244,98 € bruts (2010-2011) et dans certaines zones géographiques une indemnité de résidence de 1 ou 3 %.

### Postes budgétaires
Les emplois d'attachés étaient, avant la loi organique relative aux lois de finances, imputés sur deux types de crédits, les crédits du chapitre 31-11 (Personnels enseignant et chercheurs, rémunérations) du budget du ministère chargé de l'enseignement supérieur, art. 10 paragraphe 30, correspondant à des vacances d'emploi de professeurs des universités ou de maîtres de conférences (85,6 millions d'euros en 2005), et les crédits du chapitre 31-96 (rémunérations de personnels divers et vacations) article 10 paragraphe 60 (56,3 millions en 2005). Depuis l'adoption de la loi organique relative aux lois de finances, ces derniers crédits ont été transférés sur le budget propre des établissements d'enseignement supérieur.
Il existe 125 emplois équivalents temps plein dits « emplois CIES » pour les moniteurs de l'enseignement supérieur en fin de contrat. Jusqu'à l'année 2006-2007, ces postes étaient attribués par les CIES dont dépendait l'ancien moniteur. Depuis l'année 2007-2008 et à la suite de la loi organique relative aux lois de finances, ces postes sont attribués par le président de l'université concernée (à sourcer).

## Conditions
Les doctorants peuvent postuler pour devenir attaché temporaire d'enseignement et de recherche dans leur dernière année de doctorat, toutefois le directeur de thèse du Doctorant doit attester que la thèse sera soutenue dans moins d'un an. Le poste d'attaché temporaire d'enseignement et de recherche permet dans ce cas de terminer sa thèse, par exemple lorsque l'on est arrivé en fin de contrat d'allocataire de recherche.
Les docteurs peuvent aussi postuler sur un poste d'attaché temporaire d'enseignement et de recherche, ce qui arrive généralement lorsqu'ils viennent de soutenir leur thèse de doctorat et ce qui leur permet ainsi de postuler à la qualification puis de passer les auditions pour un poste de maître de conférences ou de chargé de recherche.
Les enseignants du second degré souhaitant postuler à des fonctions d'attaché temporaire d'enseignement et de recherche doivent obligatoirement demander à être affectés en tant que titulaire sur zone de remplacement (« TZR ») dans leur académie.

## Recrutement
Une commission de spécialistes est chargée du recrutement. Les postes paraissent en général entre mars et juillet. Les candidats commencent par envoyer un dossier qui est étudié par des rapporteurs (membres de la commission), sur cette base certains dossiers sont sélectionnés. La commission effectue alors un classement des candidats, qui seront alors choisis dans cet ordre suivant le nombre de postes disponibles. En pratique, la priorité est souvent donnée aux doctorants de l'université concernée n'ayant pas soutenu avant la fin de leur financement, afin de leur permettre de terminer leur thèse dans des conditions financières correctes. Le dossier est souvent déterminant car peu d'universités procèdent à des auditions.
Les candidats ont la possibilité de postuler pour plusieurs postes ATER.
En 2004-2005, on comptait 7 300 ATER au sein des 88 000 personnels enseignants de l'enseignement supérieur français (sources : MENESR-[DEP]-DPMA).
Trois quarts des attachés exercent à temps partiel.